# Demiryol
Demiryol (en turc Ferrocarril) és una pel·lícula turca del 1979 dirigida per Yavuz Özkan.

## Sinopsi
Tracta de la història de la vaga dels treballadors del ferrocarril, units sota el lideratge d'Hasan (Fikret Hakan), que es rebel·len contra les dures condicions laborals i els efectes de la crisi econòmica al país. Aquesta vaga dels treballadors també és recolzada per les forces revolucionàries. Tanmateix, els debats metodològics continuen entre treballadors i revolucionaris organitzats. Paral·lelament, gairebé tota la comunitat empresarial, tot i ser una empresa pública, comença a utilitzar el bullying per acabar amb la vaga. Caps de diferents sectors treballen per acabar amb la vaga reunint-se i organitzant-se, i fins i tot amb el suport i l'ajuda dels Estats Units.
Paral·lelament, el germà de Hasan, Bülent (Tarık Akan), juntament amb els militants de l'organització armada d'esquerres, segresta un camió de menjar d'un supermercat i distribueix el seu contingut al barri marginal. Bülent i els seus amics, que van fugir després de la persecució policial, es refugien en una casa on viuen dues germanes. L'amic de Bülent, Selim, que pren les joves com a ostatges, mor en un enfrontament amb la policia al carrer. Bülent és persuadit pel seu germà gran Hasan perquè marxi de casa sense provocar una crisi. No obstant això, en poc temps serà assaltat per la policia a la casa on s'amaga i en l'enfrontament morirà Bülent.
Quan els patrons es van adonar que malgrat la propaganda que havien imposat, no podien impedir la solidaritat obrera, que cada dia es feia més forta, van calar foc a l'estació de tren de Haydarpaşa, que era el centre de la vaga del ferrocarril. Amb el suport de la premsa es va estendre la notícia que l'emissora va ser cremada pels comunistes. Però aquesta provocació captivarà els treballadors en lloc de dispersar-los.

## Repartiment
- Tarık Akan - Bülent
- Fikret Hakan - Hasan
- Sevda Aktolga - Sema
- Neslihan Danışman - Sibel
- Güler Ökten - La germana gran de Bülent
- Hikmet Celik - Selim
- Dogan Bavli - Treballador
- Mustafa Yavuz - Pilot
- Osman Bardakçı - Passatger
- Mete Sezer - Treballador

## Recompenses
Al 16è Festival Internacional de Cinema d'Antalya de 1979 les pel·lícules a concurs "Yusuf and Kenan" d'Ömer Kavur, "Demiryol" de Yavuz Özkan i Yolcular de Yavuz Pağda van ser prohibides per la junta de censura i van voler tallar-ne algunes parts. Tots els productors i directors van decidir retirar-se del festival. El concurs es va cancel·lar amb el suport dels membres del jurat i del comitè executiu del festival. Va rebre el "Premi a la millor pel·lícula" de 1979 en la reedició del festival celebrada el 12 d'octubre de 2011.